# Danieł Łorer
Danieł Maksim Łorer, bułg. Даниел Максим Лорер (ur. 28 maja 1976) – bułgarski przedsiębiorca, inwestor i polityk żydowskiego pochodzenia, poseł do Zgromadzenia Narodowego, od 2021 do 2022 minister innowacji i wzrostu.

## Życiorys
Absolwent informatyki i zarządzania przedsiębiorstwem na Uniwersytecie Telawiwskim. W 1999 współtworzył w Paryżu swój pierwszy startup. Pełnił kierownicze funkcje w izraelskim przedsiębiorstwie Mercury Interactive, specjalizującym się w oprogramowaniu do kontroli jakości. Później współtworzył w Turcji firmę OPTiiM zajmującą się tworzeniem oprogramowania, którą sprzedano w 2016. W 2018 został partnerem nowo założonego funduszu inwestującego w przedsiębiorstwa technologiczne. Został również wykładowcą w centrum w Sofii afiliowanym przy instytucie ISC działającym w ramach Harvard Business School. Wchodził w skład rady dyrektorów organizacji bułgarskich Żydów „Szałom”.
W 2013 był doradcą jednego z ministrów w rządzie Marina Rajkowa, a w 2021 zajmował stanowisko doradcy ministra gospodarki Kiriła Petkowa. Dołączył do zainicjowanego przez niego ugrupowania Kontynuujemy Zmianę. W listopadzie 2021 z jego ramienia uzyskał mandat deputowanego do Zgromadzenia Narodowego 47. kadencji.
W grudniu 2021 objął stanowisko ministra innowacji i wzrostu w nowo utworzonym rządzie Kiriła Petkowa. Zakończył urzędowanie wraz z całym gabinetem w sierpniu 2022. W wyborach z października 2022, kwietnia 2023, czerwca 2024 oraz października 2024 z powodzeniem ubiegał się o poselską reelekcję. W listopadzie 2024 został wykluczony z partii po tym, jak nie zagłosował za wspieranym przez swoje ugrupowanie kandydatem na przewodniczącego parlamentu.